# Great Wall Florid
La Great Wall Florid è un'autovettura classificata come utilitaria segmento B prodotta dal 2008 al 2013 dalla casa automobilistica cinese Great Wall Motors.

## Il contesto

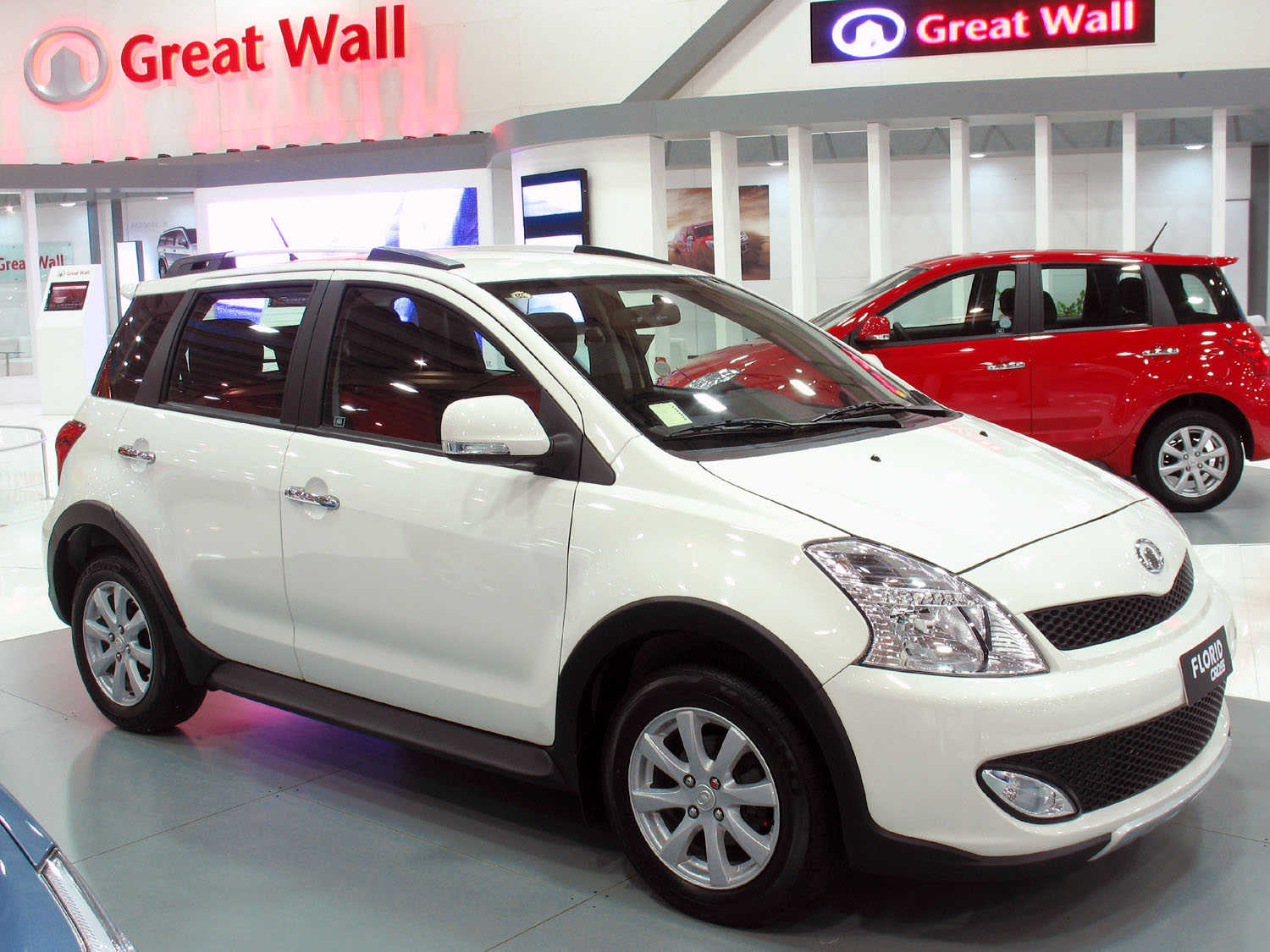
Great Wall Florid Cross

Presentata nel corso del 2008 al Salone internazionale dell'automobile di Pechino la Florid, benché progettata totalmente in Cina, possiede un design ispirato profondamente alla Toyota Yaris seconda serie, mentre la coda è stata elaborata a partire dalla Scion xD non venduta in Europa.
Le gamma motori è composta da due propulsori 1.3 da 88 e 92 cavalli (quest'ultimo dotato di fasatura variabile VVT) e un 1.5 VVT 16V valvole da 105 cavalli. Entrambi sono omologati Euro 4.
Le sospensioni anteriori sono configurate come MacPherson mentre al retrotreno troviamo il ponte torcente. I freni anteriori sono a disco mentre i posteriori a tamburo.
Venne offerta anche in versione crossover, denominata Florid Cross.